# Ruth Berghaus

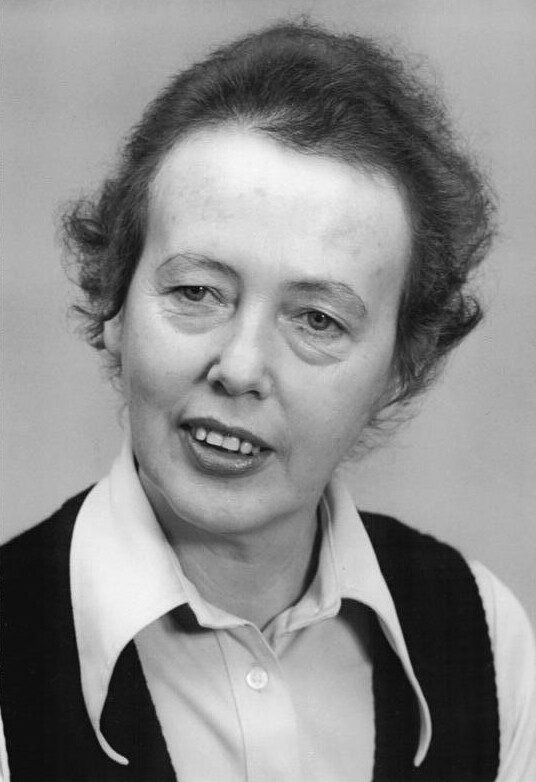
Ruth Berghaus (1975)

Ruth Berghaus (* 2. Juli 1927 in Dresden; † 25. Januar 1996 in Zeuthen, Landkreis Dahme-Spreewald) war eine deutsche Choreografin, Opern- und Theaterregisseurin. Sie war von 1971 bis 1977 Intendantin des Berliner Ensembles.

## Leben und Karriere
Berghaus stammte aus einer armen Bergarbeiterfamilie. Am 14. Februar 1944 beantragte sie die Aufnahme in die NSDAP und wurde zum 20. April desselben Jahres aufgenommen (Mitgliedsnummer 9.990.705). Gegen den Willen ihrer Familie studierte sie Ausdruckstanz und Tanzregie bei Gret Palucca in Dresden und war Meisterschülerin von Wolfgang Langhoff an der Deutschen Akademie der Künste in Berlin. Die Theaterästhetik von Langhoff war für sie nicht prägend, sie profitierte stark von der Begegnung mit Bertolt Brecht und seiner Theaterarbeit.

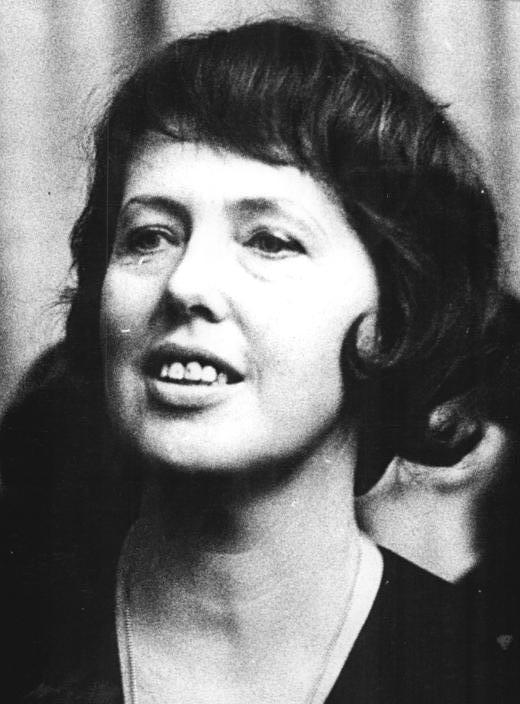
Berghaus im Jahr 1971

Von 1951 bis 1964 arbeitete sie als Choreografin u. a. an der Palucca-Schule Dresden, am Deutschen Theater, an der Deutschen Staatsoper, am Berliner Ensemble und auch in der „Distel“. Ihr Interesse für die Regie erwachte 1951 mit der Uraufführung der Verurteilung des Lukullus von Brecht und Paul Dessau an der Staatsoper Unter den Linden in Berlin, unter der Regie von Wolf Völker. 1954 heiratete Berghaus den Komponisten Dessau. Im selben Jahr bekam das Paar einen Sohn, den späteren Filmregisseur Maxim Dessau.
Gemeinsam mit Erhard Fischer führte Berghaus 1960 die Regie bei der Brecht-Dessau-Oper Die Verurteilung des Lukullus; ab 1965 inszenierte sie das Stück noch mehrmals allein. Berghaus führte zudem Regie bei den Uraufführungen von Dessaus Opern Puntila (1966), Lanzelot (1969), Einstein (1974) sowie Leonce und Lena, jeweils an der Berliner Staatsoper. Berühmt wurde sie mit der Choreografie der Schlachtszenen in Shakespeares Coriolan in Brechts Bearbeitung am Berliner Ensemble 1964. Über Jahrzehnte standen Berghaus’ Inszenierungen des Barbiers von Sevilla von Gioachino Rossini aus dem Jahre 1968 (inzwischen mehr als 360-mal aufgeführt) sowie Pelléas et Mélisande von Claude Debussy aus dem Jahre 1991 (erst etwa 30-mal aufgeführt) auf dem Spielplan der Oper Unter den Linden.

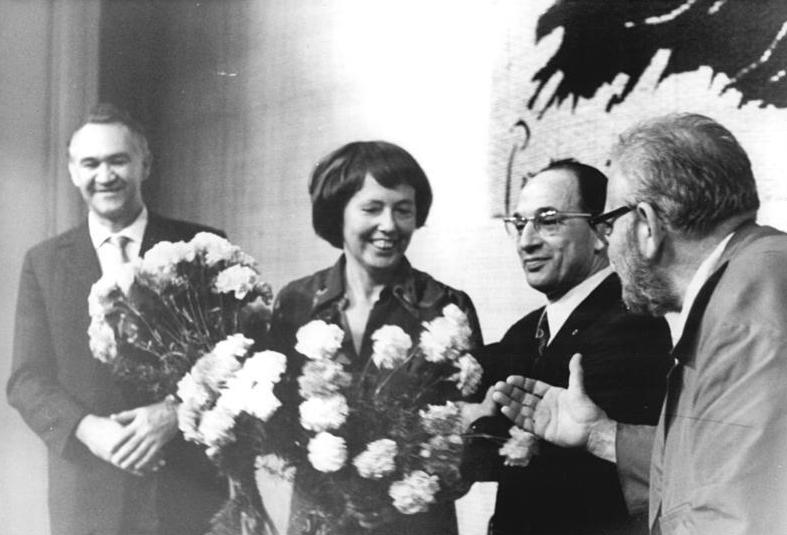
Berghaus’ Amtseinführung als Intendantin des Berliner Ensembles, mit DDR-Kulturminister Klaus Gysi und Wolfgang Heinz (1971)

Ab 1967 arbeitete Berghaus fest als Regisseurin am Berliner Ensemble. Helene Weigel ernannte sie 1970 zu ihrer Stellvertreterin in der Leitung des BE. Ein Jahr später wurde Berghaus nach Weigels Tod selbst Intendantin und blieb dies bis 1977. In dieser Zeit gelang es Berghaus, das BE aus der ideologischen und ästhetischen Erstarrung zu reißen und junge, unkonventionelle Kräfte an das Haus zu binden, unter anderem Heiner Müller und Einar Schleef. Nach der konzertierten Absetzung von Ruth Berghaus durch die Brecht-Erben, das ZK der SED und einzelne Mitarbeiter des Ensembles versank dieses in der musealen Ausgestaltung des Brechtschen Werks.

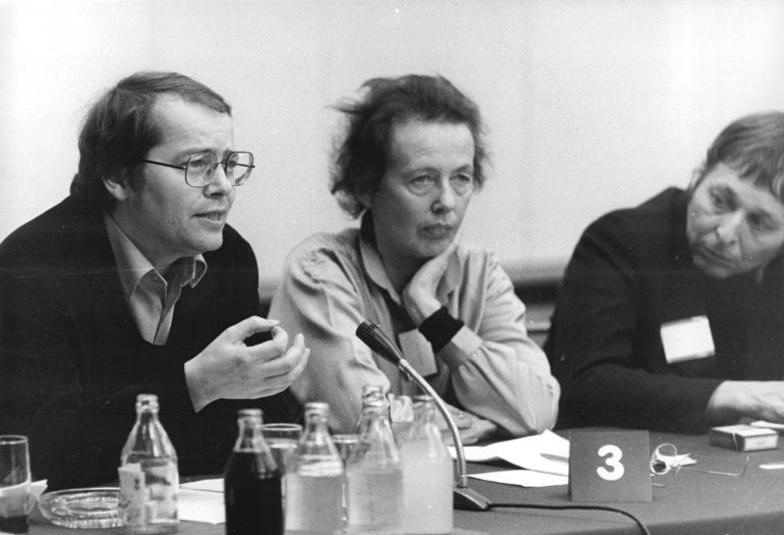
Ruth Berghaus (Mitte) 1981 bei der Berliner Begegnung zur Friedensförderung

Berghaus trat 1962 der SED bei, 1971 wurde sie Mitglied der Stadtverordnetenversammlung von Ost-Berlin. Ab 1972 war sie Mitglied der Akademie der Künste der DDR. Wie ihr Mann Paul Dessau verteidigte sie 1976 den Beschluss zur Ausbürgerung Wolf Biermanns aus der DDR. Diese sah sie als das „bessere Deutschland“ an, Biermanns Kritik war für sie „Nestbeschmutzung“. Ihre Loyalität zum Staat und zur herrschenden Partei brachte ihr den Nationalpreis ein und die Möglichkeit, auch in der Bundesrepublik Deutschland und anderen nichtsozialistischen Staaten arbeiten zu dürfen. Dennoch wurde sie vom Ministerium für Staatssicherheit überwacht. Eine ihrer engsten Mitarbeiterinnen, die Dramaturgin Sigrid Neef, war als IM auf sie angesetzt. Nach der Wende und Wiedervereinigung blieb Berghaus Mitglied der in PDS umbenannten Partei.
Von 1980 bis 1987 arbeitete Berghaus an der Frankfurter Oper, zusammen mit Michael Gielen als musikalischem Leiter. Dort entstanden ihre bedeutendsten Aufführungen: 1980 Die Zauberflöte von Wolfgang Amadeus Mozart, 1981 die – einschließlich Bühnenbild – von ihr entworfene Die Entführung aus dem Serail, 1982 Die Trojaner von Hector Berlioz (Bühnenbild Hans Dieter Schaal), Die Sache Makropulos von Leoš Janáček und schließlich Richard Wagners Parsifal und 1985–1987 Der Ring des Nibelungen. Dies war die erste vollständige Inszenierung von Wagners Ring-Zyklus in Frankfurt nach dem Zweiten Weltkrieg.
Daneben inszenierte sie 1980 am Nationaltheater Mannheim die Oper Elektra von Richard Strauss. Diese Inszenierung wird bis heute noch gespielt. 1985 in Prag den Wozzeck von Alban Berg und in Dresden den Cornet Christoph Rilke von Siegfried Matthus. 1986 debütierte sie an der Wiener Staatsoper mit der Choreografie von Hans Werner Henzes Orpheus (Bühnenbild Schaal, Dirigent Ulf Schirmer). In Brüssel inszenierte Berghaus 1988 die Lulu von Alban Berg und im gleichen Jahr für die Wiener Festwochen im Theater an der Wien Fierrabras von Franz Schubert (Bühnenbild Schaal, Kostüme Marie-Luise Strandt, Dirigent Claudio Abbado) als auch in Hamburg an der Staatsoper Tristan und Isolde von Richard Wagner (Bühnenbild Schaal, Kostüme Strandt). Auch diese Inszenierung wird bis heute noch gespielt. Am Opernhaus Zürich entstanden Inszenierungen des Freischütz von Carl Maria von Weber (Dirigent Nikolaus Harnoncourt, diese Inszenierung ist auch auf DVD und BluRay erhältlich) und des Fliegenden Holländers. 1992 kehrte sie nochmals an die Frankfurter Oper zurück und inszenierte den Rosenkavalier.
Berghaus arbeitete zudem am Wiener Burgtheater als Regisseurin und inszenierte hier 1991 Penthesilea von Kleist und 1993 Der kaukasische Kreidekreis von Brecht (beide mit Erich Wonder als Bühnenbildner). Berghaus’ letzte Arbeit war Freispruch für Medea von Rolf Liebermann, eine Uraufführung an der Hamburgischen Staatsoper 1994. Die letzte noch von Berghaus konzipierte Aufführung war 1995 Die Fledermaus von Johann Strauss (Sohn) in Leipzig, welche ein Assistententeam in ihrer Lesart realisierte.
Ruth Berghaus war eine der wenigen Regisseurinnen, die ihr Handwerk an junge Kollegen weiterzugeben versuchten. So veranstaltete sie in drei aufeinanderfolgenden Jahren einen „Meisterkurs für Opernregie“, bei denen Berufsanfänger Szenen aus ausgewählten Werken vorinszenierten.

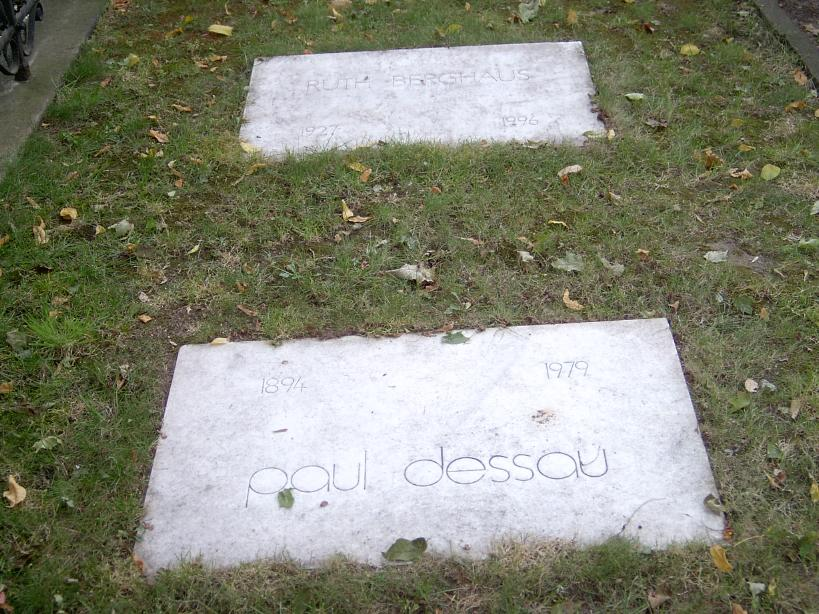
Grab von Ruth Berghaus und Paul Dessau auf dem Dorotheenstädtischen Friedhof in Berlin.

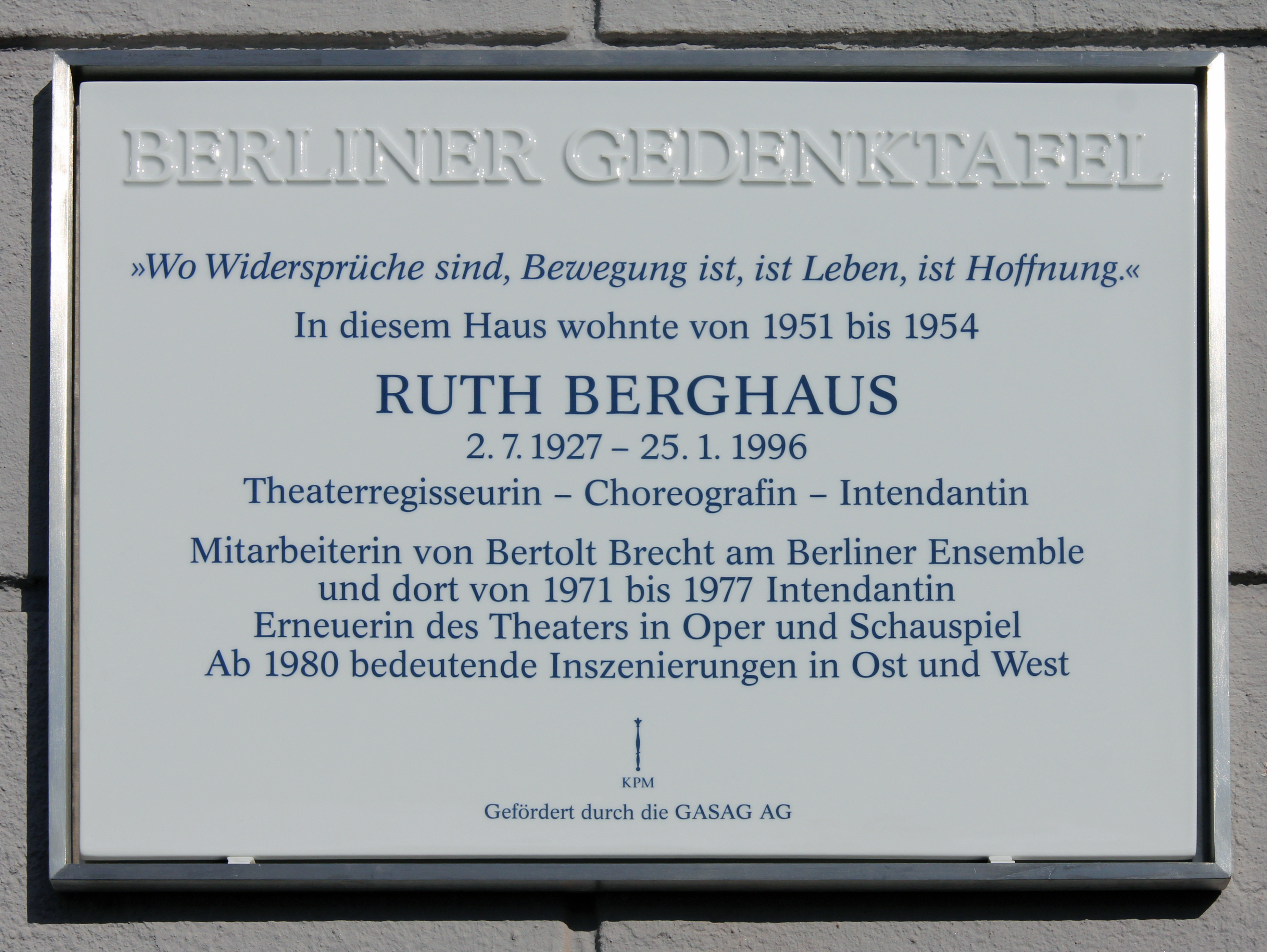
Berliner Gedenktafel am Haus, Breite Straße 7, in Berlin-Pankow

Berghaus starb 1996 an den Folgen einer Krebserkrankung. Ihr Grab befindet sich auf dem Dorotheenstädtischen Friedhof in Berlin-Mitte. Berghaus’ Arbeit wird vom  Archiv der Akademie der Künste dokumentiert und ist dort für Interessierte zugänglich. Am 21. September 2017 wurde an ihrem ehemaligen Wohnort, Berlin-Pankow, Breite Straße 7, eine Berliner Gedenktafel enthüllt.

## Inszenierungen (Auswahl)
Musiktheater
- 1960: Bertolt Brecht/Paul Dessau: Die Verurteilung des Lukullus – Regie: Mit Erhard Fischer (Deutsche Staatsoper Berlin)
- 1967: Richard Strauss: Elektra (Deutsche Staatsoper Berlin)
- 1968: Gioachino Rossini Der Barbier von Sevilla (Deutsche Staatsoper Berlin)
- 1970: Carl Maria von Weber: Der Freischütz (Deutsche Staatsoper Berlin)
- 1974: Paul Dessau: Einstein (Deutsche Staatsoper Berlin)
- 1981: Wolfgang Amadeus Mozart: Die Entführung aus dem Serail (Oper Frankfurt)[9]
- 1982: Leoš Janáček: Die Sache Makropulos (Oper Frankfurt)[9]
- 1982: Richard Wagner: Parsifal (Oper Frankfurt)[9]
- 1983: Hector Berlioz: Les Troyens (Oper Frankfurt)[9]
- 1985: Richard Wagner: Das Rheingold (Oper Frankfurt)[9]
- 1986: Richard Wagner: Die Walküre (Oper Frankfurt)[9]
- 1986: Richard Wagner: Siegfried (Oper Frankfurt)[9]
- 1987: Arnold Schönberg: Moses und Aron (Deutsche Staatsoper Berlin)
- 1987: Richard Wagner: Götterdämmerung (Oper Frankfurt)[9]
- 1988: Richard Wagner: Tristan und Isolde (Hamburgische Staatsoper)
- 1988: Igor Strawinsky: Geschichte vom Soldaten (Zweites Musiktreffen St. Moritz)
- 1992: Richard Strauss: Der Rosenkavalier (Oper Frankfurt)[9]

Schauspiel
- 1968: Peter Weiss: Viet Nam-Diskurs (Berliner Ensemble)
- 1971: Bertolt Brecht: Im Dickicht der Städte (Berliner Ensemble)
- 1971: Bertolt Brecht: Die Gewehre der Frau Carrar (Berliner Ensemble)
- 1972: Peter Hacks Omphale (Berliner Ensemble)
- 1973: Heiner Müller: Zement (Berliner Ensemble)
- 1974: Bertolt Brecht: Die Mutter (Berliner Ensemble)
- 1980: Johann Wolfgang von Goethe: Stella (Theater im Palast)

## Auszeichnungen
- 1973: Vaterländischer Verdienstorden in Silber
- 1974: Nationalpreis der DDR II. Klasse für Kunst und Literatur
- 1987: Nationalpreis der DDR I. Klasse für Kunst und Literatur
- 1988: Konrad-Wolf-Preis